# Spirit FM
A Spirit FM egy Pest megyében fogható magyar rádióállomás, amely 2019. szeptember 2-án indult.

## Története
A csatorna a Broadway Rádió helyén indult, az ATV-közeli csatornaként. A rádió indulását 2019. júniusában jelentették be, adását 2019. szeptember 2-án kezdte meg a Budapest belvárosában fogható 87,6 MHz-es frekvencián.
2020. december 10-én bejelentették, hogy a Spirit FM elindul a Klubrádió által 2021. február 14-ig használt Budapest FM 92,9 MHz és a Civil Rádió által egykoron használt 98,0 MHz-re kiírt médiatanácsi pályázaton, de a pályázaton kizárták a Spirit FM-et.
Az NMHH 2021. március 30-i ülésén úgy határozott, hogy 2021. május 3. és 2021. október 29. között, ideiglenesen kereskedelmi rádiós szerződést köt a Közösségi Rádiózásért Egyesülettel, amely a 92,9 MHz-es frekvencián sugároz majd (ahol kezdetben a Star Rádió, majd a Radio Deejay, végül a Klubrádió sugárzott).
Az új frekvenciára való költözéssel Spirit FM műsorkínálata megújult, és a „Nagyváros Hangjaként” határozza meg magát. Az eddiginél jóval nagyobb elérésű földi FM-sugárzás miatt napi élő, közéleti témájú beszélgetések indulnak, ugyanakkor könnyedebb, fiatalos magazinműsorokkal is készül a csatorna. Több ismert rádiós neve is szerepel a műsorrácsban, és megújul a hírszolgáltatás is. Egyik célkitűzése, hogy a hallgatók számára olyan műsorokat készítsen, ahol a többoldalú, kritikus gondolkodás is teret kap, ezzel biztosítva a nyilvánosság sokszínűségét. Naponta több alkalommal is önálló szerkesztésű hírszolgáltatással jelentkezik a rádió.
Hétköznap reggel 7 és 9 óra között az Aktuál című közéleti műsor indítja a napot, olyan ismert műsorvezetőkkel, mint Lampé Ágnes, Vogyerák Anikó, Rónai Egon és Somos András. Ezt követi 9 és 11 között az Önkényes Mérvadó társadalomkritikai magazinműsor előző napi adásának ismétlése.
15 órától egy új műsorral várja a hallgatókat ahol a közélet kerül terítékre a A Bohóc karmai közt című interaktív kibeszélőshow-ban Tasnádi András műsorvezetésével. 17 és 19 óra között Puzsér Róbert és Horváth Oszkár ül a mikrofonok mögé az Önkényes Mérvadóban. Péntekenként 14 órától az Editor című műsor hallható a hét legfontosabb eseményeiről. Esténként magazinműsorok váltják egymást, többek között a Harcosok Klubja Gavra Gáborral, a Partvonal Vogyerák Anikóval, a Rocktérítő+ Pajor Tamással, a #nofilter Köböl Anitával, az Exkluzív Novák Andrással és a Media1 Szalay Dániellel. (Utóbbi műsor már másfél éve, 2020 elejétől jelentkezik.)
Hétvégén a szórakoztatáson van a nagyobb hangsúly. A műsorrácson az ATV több műsorának rádióra szerkesztett adása is feltűnik: többek között az Egyenes beszéd, a Sorok kívül Lutter Imrével és a Csatt új műsorvezetővel, Egri Viktorral!

## Műsorok

### Élő műsorok
- Aktuál
- Ostrom

### Magazinműsorok
- Harcosok Klubja
- Exkluzív
- Civil a pályán
- Media1
- Istentisztelet
- Corporation Z
- Magyarország segít
- Sorok között
- Egyenes beszéd
- Húzós

## Műsorvezetők
- Novák András
- Vogyerák Anikó
- Rónai Egon
- Somos András
- Ónody-Molnár Dóra
- Gavra Gábor[6]
- Pajor Tamás
- Szalay Dániel
- Lutter Imre
- Németh Sándor
- Trunk Tamás